# Vinovatul (film din 2014)
Vinovatul este un film românesc din 2014 regizat de Jon Gostin după piesele de teatru "Vinovatul" și "Iertarea" de Ion Băieșu. Rolurile principale au fost  interpretate de actorii Ionel Mihăilescu, Ozana Oancea.

## Distribuție
Distribuția filmului este alcătuită din:
- Mihai Răzuș
- Paul Mihăilă
- Gabriel Fătu
- Florin Roșu
- Ozana Oancea
- Ionel Mihăilescu
- Erika Băieșu — Soția

## Primire
Filmul a fost vizionat de 11.565 de spectatori în cinematografele din România, după cum atestă o situație a numărului de spectatori înregistrat de filmele românești de la data premierei și până la data de 31 decembrie 2014 alcătuită de Centrul Național al Cinematografiei.